# Il sole della mela cotogna
Il sole della mela cotogna è un documentario drammatizzato del 1992 diretto da Víctor Erice, basato sulla vita del pittore spagnolo Antonio López García.
Presentato in concorso al 45º Festival di Cannes, ha vinto il premio della giuria.

## Riconoscimenti
- 1992 - Festival di Cannes
  - Premio della giuria
  - Premio FIPRESCI
- 1993 - ADIRCAE Awards
  - Miglior regia
- 1996 - Premios ACE
  - Cinema - Miglior film